# Львівський монетний двір
Львівський монетний двір — назва двох різних монетних дворів, які існували у м. Львів у різні історичні періоди.

## Перший монетний двір
Перший двір існував у 1355—1412 рр. Точне місце знаходження двору невідоме. Двір карбував срібні півгрошики та мідні денарії для наступних королів: Казимир III Великий, Владислав Опольський, Людовик Угорський. За їхніх часів на монетах зображували ініціал короля: K, W, L тощо.
За Ягайла замість ініціалу стали зображувати орла. На зворотній стороні був лев з написом MONETA RUSSIE, який з 1399 р. замінили на MONETA LEMBURG, що свідчило про обмеження автономії.
1412 р. Ягайло остаточно відібрав у Львова привілей карбувати монету.

## Другий монетний двір
Другий монетний двір у Львові діяв у будинку купця Я. Жидкевича на площі Ринок № 39. Тут карбували польські монети — золоті дукати, талери, 30-ти, 18-ти, 6-ти і 1,5 грошовики.
Згідно до інших джерел, відомо, що двір карбував у 1663—1665 рр. боратинки та тимфи. У 1657 р. двір припинив діяльність, а його обладнання вивезли до Сілезії.
З опису 1712 р. відомо, що будинок був триповерховим, з мурованим флігелем.